# أوبو N1
أوبو N1 (بالإنجليزية: Oppo N1)‏ هو هاتف ذكي من أوبو يعمل بنظام أندرويد، تم طرحه في الأسواق في 10 ديسمبر 2013.

## الخصائص
- نظام التشغيل: أندرويد
- الكاميرا الخلفية: 13 ميجابكسل
- الشاشة: إل سي دي 1920×1080
- الوزن: 213 غ (7.5 أونصة)
- المعالج: 1.7 جيجا هرتز رباعي النواة
- الذاكرة: 2 جيجابايت
- التخزين: 32 جيجابايت